# بخش سرحد

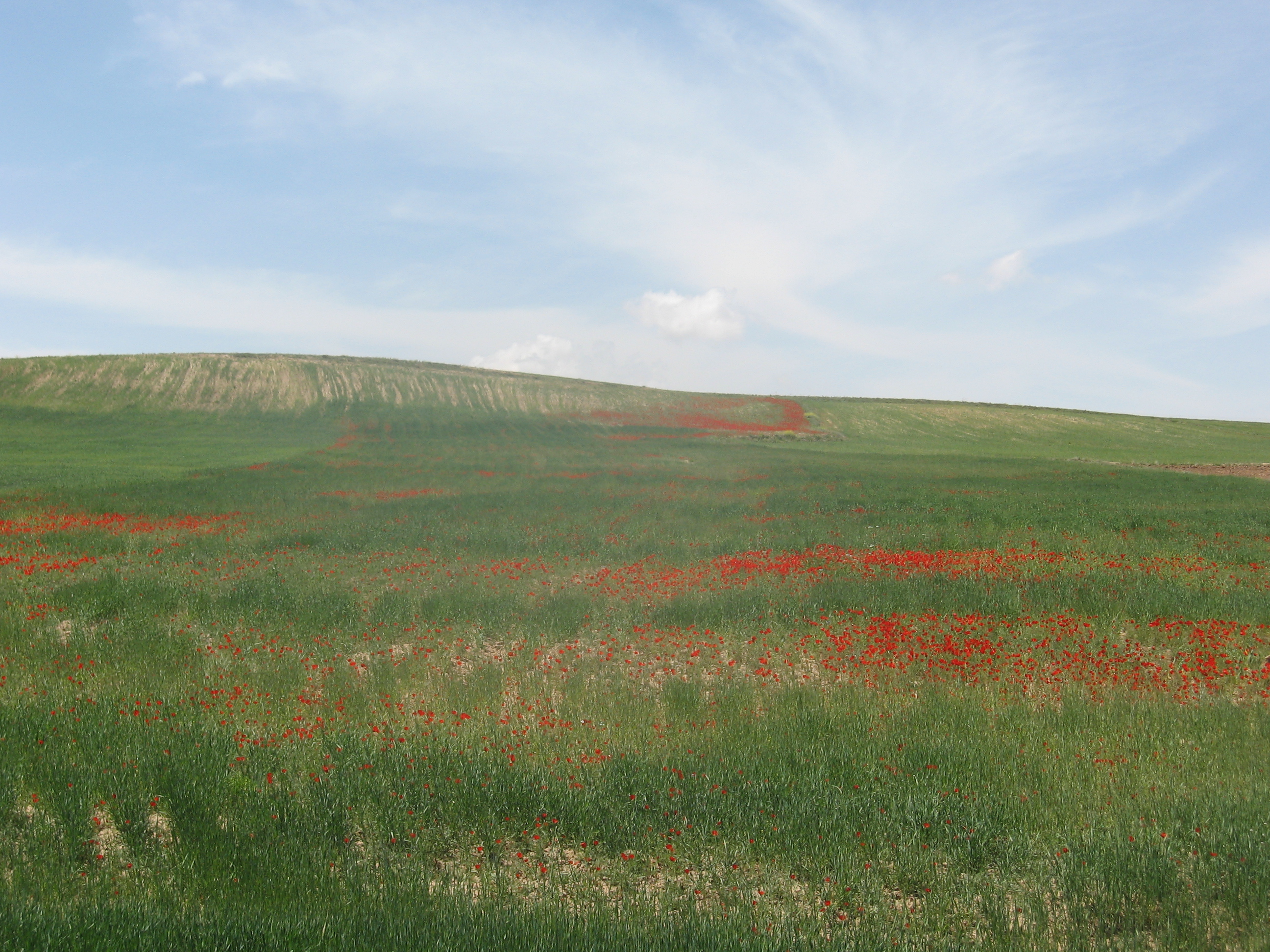
منظره ای از بخش سرحد

بخش سرحد یکی از بخش‌های شهرستان شیروان در استان خراسان شمالی ایران است . 

## تقسیمات کشوری
- بخش سرحد
  - دهستان تکمران
  - دهستان جیرستان

شهر: لوجلی

## جمعیت
بنابر سرشماری مرکز آمار ایران، جمعیت بخش سرحد شهرستان شیروان در سال ۱۳۸۵ برابر با ۲۶۱۳۲ نفر بوده است .